# Black Reel Awards
Les Black Reel Awards, ou "BRAs" sont une cérémonie annuelle de remise de récompenses américaine organisée par la Foundation for the Augmentation of African-Americans in Film (FAAAF) pour reconnaître l'excellence des Afro-Américains, ainsi que les réalisations cinématographiques de la diaspora africaine, dans le l'industrie cinématographique mondiale, telle qu'évaluée par les membres votants de la fondation. Les lauréats des différentes catégories se voient remettre une copie d'une statuette, officiellement appelée Black Reel Awards. Les prix, présentés pour la première fois en 2000 à Washington, DC, sont supervisés par la FAAAF.
La cérémonie de remise des prix a été initialement décernée en ligne au cours de ses deux premières années avant la première présentation de l'émission en direct en 2002. Les prix sont diffusés à la radio depuis 2014. Les Black Reel Awards sont la plus ancienne cérémonie de remise de prix exclusive au cinéma pour les Afro-Américains.

## Historique
Fondée par le critique de cinéma Tim Gordon et Sabrina McNeal en 2000, la première présentation annuelle des Black Reel Awards a eu lieu le 16 février 2000, en ligne avec l'aimable autorisation de Reel Images Magazine. Deux ans plus tard, la troisième édition annuelle des Black Reel Awards a tenu sa première présentation en direct lors d'un dîner privé au Cada Vez à Washington DC, avec un public d'environ 150 personnes. Vingt statuettes ont été décernées, honorant des artistes, réalisateurs et autres acteurs afro-américains de l'industrie cinématographique, pour leurs œuvres en 2001. La cérémonie a duré 90 minutes.
Au cours des années suivantes, les Black Reel Awards ont été largement présentés dans la capitale nationale, à l'exception d'une année où les prix ont été transférés à New York. Les prix ont été présentés plusieurs fois en direct : la quatrième présentation annuelle des Black Reel Awards a eu lieu au h2o sur le front de mer sud-ouest à Washington DC avec un public d'environ 200 personnes ; la sixième remise annuelle des Black Reel Awards s'est tenue à l'Ambassade de France avec un public d'environ 350 personnes ; et la treizième présentation annuelle des Black Reel Awards a eu lieu au MIST Harlem avec un public d'environ 200 personnes.
Au départ, les gagnants étaient annoncés en ligne. Plus tard, les remises de prix en direct utiliseraient une enveloppe scellée pour révéler le nom de chaque gagnant.
Les Black Reel Awards profitent à la Fondation pour l'avancement des Afro-Américains dans le cinéma (FAAAF), une organisation artistique à but non lucratif dont la mission est d'offrir des opportunités éducatives aux futurs dirigeants de films minoritaires. Dans le cadre des programmes de la FAAAF "Reel Kids" et "Producer's Institute", des bourses sont attribuées à des étudiants minoritaires diplômés du premier cycle du secondaire, du secondaire et du collégial poursuivant une carrière dans les industries du cinéma et de la télévision.
En 2015, la fondation a changé son nom en Foundation for the Augmentation of African-Americans in Film.

## Catégories

### Film
- Meilleur film
- Meilleure acteur
- Meilleure actrice
- Meilleur second rôle masculin
- Meilleur second rôle féminin
- Meilleure performance de percée
- Meilleur réalisateur
- Meilleur scénario, adapté ou original
- Meilleur ensemble
- Meilleure affiche de film
- Meilleure chanson originale ou adaptée
- Meilleure musique originale
- Meilleure bande sonore originale
- Meilleure performance vocale
- Meilleur documentaire

### Téléfilm et série télévisée
- Meilleure série télévisée originale
- Meilleur téléfilm
- Meilleur documentaire télévisé
- Meilleur acteur : téléfilm/série télévisée
- Meilleure actrice : téléfilm/série télévisée
- Meilleur second rôle masculin : téléfilm/série télévisée
- Meilleur second rôle féminin : téléfilm/série télévisée
- Meilleur réalisateur : téléfilm/série télévisée
- Meilleur scénario : téléfilm/série télévisée

### Film indépendant
- Meilleur film indépendant
- Meilleur acteur (film indépendant)
- Meilleure actrice (film indépendant)

## Personnalités les plus récompensées
Quatre prix
- Kimberly Elise
- Jamie Foxx
- Terrence Howard
- Denzel Washington

Trois prix
- Angela Bassett
- Don Cheadle
- Jennifer Hudson
- Mo'Nique
- Anika Noni Rose
- Gina Prince-Bythewood
- Gabourey Sidibe